# Iron River (Wisconsin)
Iron River – miasto w Stanach Zjednoczonych, w stanie Wisconsin, w hrabstwie Bayfield.